# Anachalcos revoili
Anachalcos revoili là một loài bọ cánh cứng trong họ Bọ hung (Scarabaeidae).